# In deinen Armen (Lied)
In deinen Armen ist ein Lied der deutschen Sängerin Ayliva. Es erschien am 16. Juni 2023 gleichzeitig mit der Single Aber sie als Doppel-Musikvideo.

## Entstehung
Geschrieben wurde In deinen Armen von Ayliva selbst sowie den Koautoren Masri, Sonnek, Tizzy und Tyme. Die Produktion erfolgte durch die Zusammenarbeit von Masri, Sonnek und Tyme.

## Inhalt
Im Song verarbeitet Ayliva auf „dramatischen, von ‚emotionalen‘ Piano-Melodien begleiteten Produktionen, Gefühle wie Trennungsschmerz und Eifersucht“, so das Magazin laut.de. Das Tempo beträgt 125 Schläge pro Minute. Die Tonart ist a-Moll.

## Musikvideo
Das Doppel-Musikvideo zu In deinen Armen und Aber sie feierte seine Premiere am 16. Juni 2023 auf dem YouTube-Kanal von Ayliva. Es beginnt mit Ayliva, die ins Labor geht, um ihren Trennungsschmerz zu heilen. Dafür muss sie durch drei Phasen gehen, erklärt ihr der Doktor: Schmerz, Akzeptanz und Überlegenheit zum Vergangenen; diese Phasen zeigt das Video. Die Gesamtlänge des Videos beträgt 6:31 Minuten. Regie führte Farhad Tahir. Bis August 2025 zählte das Musikvideo über 19 Millionen Aufrufe bei YouTube.

## Kommerzieller Erfolg

### Chartplatzierungen
| ChartsChartplatzierungen | Höchstplatzierung | Wochen |
| ------------------------ | ----------------- | ------ |
| Deutschland (GfK)        | 4 (24 Wo.)        | 24     |
| Österreich (Ö3)          | 13 (11 Wo.)       | 11     |
| Schweiz (IFPI)           | 26 (6 Wo.)        | 6      |

| ChartsJahrescharts (2023) | Platzierung |
| ------------------------- | ----------- |
| Deutschland (GfK)         | 42          |

### Auszeichnungen für Musikverkäufe
| Land/Region        | Auszeichnungen für Musikverkäufe (Land/Region, Auszeichnung, Verkäufe) | Verkäufe |
| ------------------ | ---------------------------------------------------------------------- | -------- |
| Deutschland (BVMI) | Gold                                                                   | 300.000  |
| Österreich (IFPI)  | Gold                                                                   | 15.000   |
| Schweiz (IFPI)     | Gold                                                                   | 10.000   |
| Insgesamt          | 3× Gold ·                                                              | 325.000  |